# Katharine Glasier

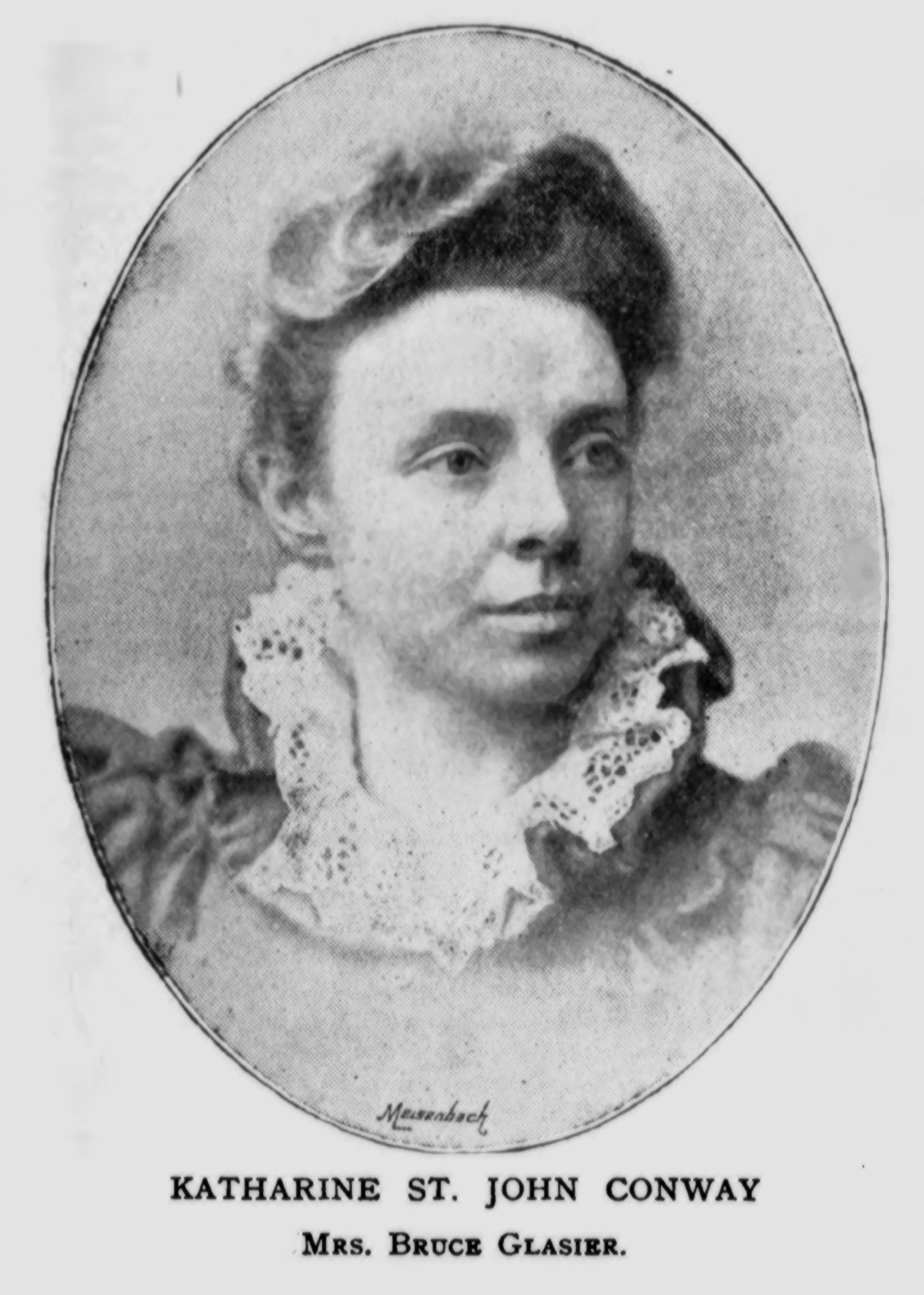
Katharine Glasier

Katharine Glasier (Stoke Newington, 25 de setembro de 1867 - Earby, 14 de junho de 1950) foi uma política britânica, ativista socialista, jornalista e romancista.

## Biografia

### Primeiros anos
Katharine St John Conway é a segunda de sete filhos do pastor congregacional Samuel Conway e Amy Curling, de uma família rica em Stoke Newington. Seu irmão mais velho, Robert Seymour Conway, é um filólogo renomado. A família mudou-se para Walthamstow. Amy Conway morreu em 1881 após dar à luz seu sétimo filho. Os Conways ocuparam cargos progressistas e Katharine recebeu uma educação equivalente à de seus irmãos. Depois de ser educada em casa por sua mãe até os dez anos de idade, ela ingressou na Hackney Downs Girls 'High School, e depois estudou Clássicos no Newnham College, Cambridge.
Na faculdade, Katharine foi influenciada pela ativista feminista Helen Gladstone. Ela também conhece Olive Schreiner, que incentiva cada aspiração ou rebelião corajosa a se manifestar na vida dos alunos. Ela terminou seus estudos em 1889, numa época em que a Universidade de Cambridge ainda não outorgava diplomas para mulheres, ela obteve, no entanto, uma licença em Clássicos. Até o fim da vida, ela colocou as iniciais BA  após sua assinatura.

### Vida pessoal
No outono de 1892, Katharine falou na reunião do Congresso dos Sindicatos (TUC) em Glasgow. Bruce Glasier, um dos líderes do movimento socialista na Escócia, assiste ao seu discurso. Eles rapidamente se tornam amigos íntimos. Em 21 de junho de 1893, Katharine St John Conway casou-se com John Bruce Glasier. Juntos, eles são pais de três filhos: Jeannie, Malcolm e John Glendower, conhecido como Glen.

### Últimos anos
Em 1947, Katharine Glasier celebrou seu 80.º aniversário dando uma palestra para mais de mil pessoas no Bradford Co-operative Assembly Hall sobre seu assunto mais popular: a religião do socialismo.
Katharine Glasier mudou-se para Glen Cottage em Earby, Lancashire em 1922 e lá permaneceu até sua morte em 1950. Após a morte de Bruce Glasier em 1920, a ativista continuou a trabalhar para o Partido Trabalhista Independente. Ela se juntou à Sociedade de Amigos e matriculou seu filho Glen na Quaker School em Ackworth. Glen Glasier é um jovem culto e brilhante. Depois de receber uma bolsa de estudos da Universidade de Oxford, ele foi morto durante uma partida de futebol em 1928. A morte de seu filho inspirou Katharine Glasier, editora do The Glen Book. Após sua morte, Glen Cottage recebeu aprovação para se tornar um albergue da juventude. O edifício é agora propriedade da Câmara Municipal de Pendle.

## Reconhecimento
Katharine Glasier ajudou a estabelecer o Margaret McMillan Memorial Fund, que arrecadou quase um quarto de milhão de dólares para a construção do Margaret McMillan Training College em Bradford. As duas mulheres trabalharam juntas na luta pela qualidade da alimentação escolar e pela organização do sistema de ensino na educação infantil. Katharine Glasier também é a fundadora do Save the Children Fund.